# Hakama
Hakama (japansk: 袴, hakama) er en traditionel japansk benklæde. Oprindeligt blev de kun båret af mænd, men i dag bliver hakama båret af både mænd og kvinder. Hakama bliver bundet til hoften og falder ned til anklerne og anvendes også inden for adskillige japanske kampdiscipliner, fx Kendo.
| Tøj | Spire Denne artikel om tøj, sko eller lignende er en spire som bør udbygges. Du er velkommen til at hjælpe Wikipedia ved at udvide den. |